# Timmia schensiana
Timmia schensiana là một loài rêu trong họ Timmiaceae. Loài này được Müll. Hal. mô tả khoa học đầu tiên năm 1898.
Danh pháp khoa học của loài này chưa được làm sáng tỏ. 